# Jan Dusza

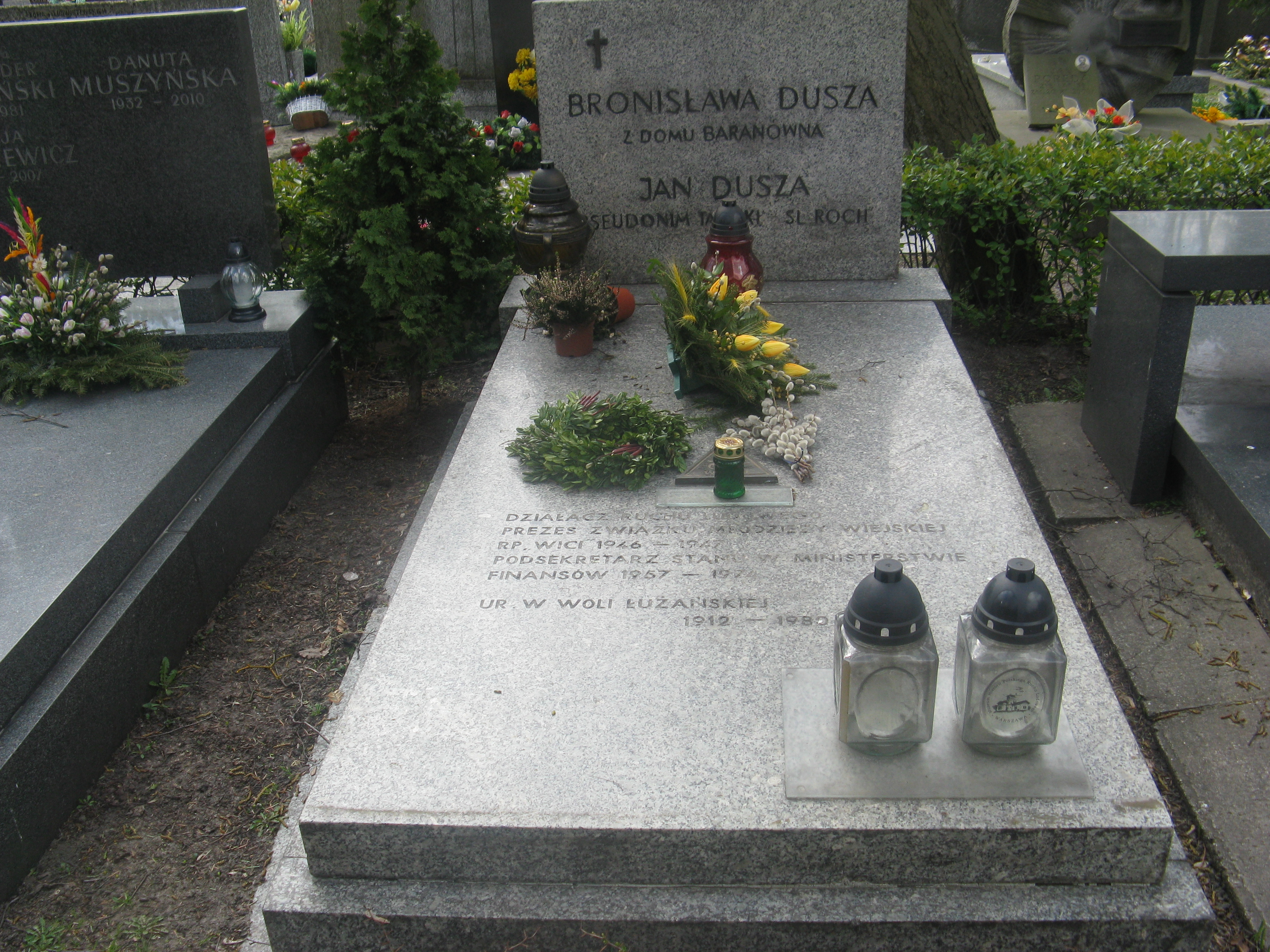
Grób Jana Duszy na Cmentarzu Wojskowym na Powązkach w Warszawie

Jan Dusza (ur. 7 marca 1912 w Woli Łużańskiej, zm. 13 listopada 1980) – polski ekonomista, prawnik i polityk, działacz ruchu ludowego, poseł na Sejm PRL II kadencji, w latach 30. prezes Związku Akademickiej Młodzieży Ludowej.

## Życiorys
Uzyskał wykształcenie wyższe na wydziale prawno-ekonomicznym Uniwersytetu Jagiellońskiego. Od 1931 był działaczem Stronnictwa Ludowego i Związku Młodzieży Wiejskiej RP „Wici”. W czasie II wojny światowej należał do Stronnictwa Ludowego „Roch”. W latach 1945–1947 był prezesem „Wici”, a od 1945 do 1949 należał do Polskiego Stronnictwa Ludowego. Następnie działał w Zjednoczonym Stronnictwie Ludowym i w latach 1957–1961 był posłem na Sejm PRL II kadencji. W parlamencie pracował w Komisji Regulaminowej oraz w Komisji Planu Gospodarczego, Budżetu i Finansów. W latach 1959–1974 był podsekretarzem stanu w Ministerstwie Finansów.
Pochowany na wojskowych Powązkach (kwatera B32-tuje-17).

## Odznaczenia
- Order Sztandaru Pracy I klasy (1969)[3]